# 1829 en science
| Années de la science : 1826 - 1827 - 1828 - 1829 - 1830 - 1831 - 1832    |
| Décennies de la science : 1790 - 1800 - 1810 - 1820 - 1830 - 1840 - 1850 |

Cet article présente les faits marquants de l'année 1829 en science.

## Événements
- 2 janvier : fondation à Rome du Deutsches Archäologisches Institut sous le nom  Instituto di corrispondenza archeologica[1].

- 23 mai : François Arago lit en séance à l'Académie des sciences le Mémoire sur la résolution des équations numériques de Charles Sturm, qui démontre le théorème de Sturm qui permet de calculer le nombre de racines réelles distinctes d'un polynôme comprises dans un intervalle[2].
- 30 juin : l’ingénieur britannique Henry Robinson Palmer (en) dépose un brevet pour la tôle ondulée[3].

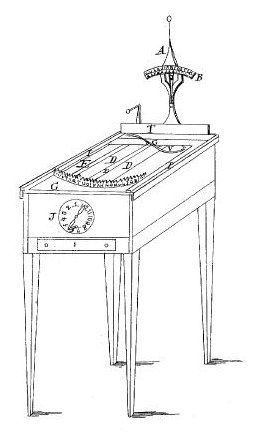
Le typographer de Burt.

- 30 juin : l'inventeur américain William Austin Burt (en), obtient un brevet pour le typographer, une machine à écrire[4].
- 28 septembre : Carl Friedrich Gauss présente à la Société royale des sciences de Göttingen son article Principia generalia theoriae figurae fluidorum in statu aequilibrii (Principes généraux d’une théorie des figures de fluides à l’état d’équilibre). Il adapte la méthode de Lagrange aux phénomènes de capillarité[5].

- Septembre : le médecin et naturaliste belgo-néerlandais Philippe-Charles Schmerling commence la fouille des grottes des Awirs, au nord de la commune belge d'Engis, dans la commune de Flémalle. Il découvre plusieurs restes humains dont deux calottes crâniennes dont l'une, Engis 2, est identifiée comme appartenant à un Néandertalien par Charles de Fraipont en 1936[6].
- 1er octobre : Marc Seguin lance une locomotive à chaudière tubulaire construite à Saint-Étienne pour équiper la ligne de Saint-Étienne à Lyon[7].

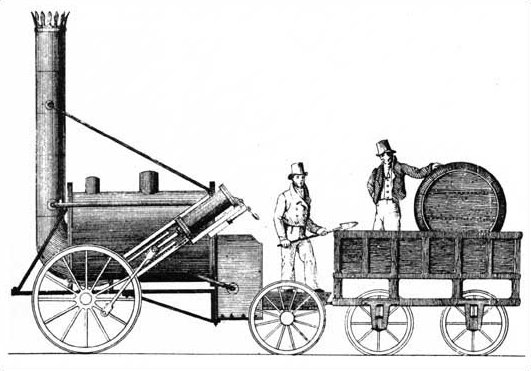
The Rocket.

- 8 octobre : The Rocket, locomotive de George Stephenson, atteint 47 km/h et remporte le concours de Rainhill, une des premières courses de vitesse pour locomotives[8].
- Octobre : l'inventeur écossais Isaac Holden met au point des allumettes à friction lucifer. Il ne dépose pas de brevet[9].
- 14 décembre : Joseph Nicéphore Niépce et Louis Daguerre signent à Chalon-sur-Saône un contrat d'association pour améliorer le procédé d'héliographie de Niépce[10]. Leur recherche aboutissent à l'invention de la  photographie.
- 29 décembre : départ de Toulon d'une expédition hydrographique dirigée par le commandant de La Favorite, Cyrille Pierre Théodore Laplace (fin le 21 avril 1832)[11].

- Le chimiste suédois Berzelius découvre le thorium[12].
- Carl Friedrich Gauss publie dans le Journal de Crelle un mémoire intitulé Über ein neues Grundgesetz der Mechanik (Sur une nouvelle loi fondamentale de la mécanique) qui fonde la mécanique rationnelle sur le principe de moindre contrainte[13].
- Lejeune Dirichlet publie dans le Journal de Crelle un mémoire intitulé Sur la convergence des séries trigonométriques qui servent à représenter une fonction arbitraire entre des limites données qui donne le premier théorème général de convergence, pour les fonctions continues et monotones par morceaux[14].

## Publications
- Jacob Bigelow : Elements of technology, Boston. Bigelow systématise l'usage du mot technologie.
- Louis Braille : Procédé pour écrire les paroles, la musique et le plain-chant au moyen de points, à l’usage des aveugles et disposés pour eux. Braille publie le système d'écriture en relief pour aveugles qui porte son nom[15].
- Gaspard-Gustave Coriolis : Du calcul de l'effet des machines, Paris[16]. Coriolis donne l'expression générale de l'accélération dans un repère quelconque.
- Jules Desnoyers : Observations sur un ensemble de dépôts marins plus récents que les terrains tertiaires du bassin de la Seine, et constituent une formation géologique distincte. Le géologue Jules Desnoyers utilise pour la première fois le terme « Quaternaire »[17].
- Adrien-Marie Legendre : troisième et dernier tome du Traité des fonctions elliptiques et intégrales Eulériennes.
- Nikolaï Ivanovitch Lobatchevski : Sur les principes de la géométrie (1829-1830)[18]. Lobatchevski publie sa géométrie non euclidienne, le premier travail imprimé sur le sujet dans le Messager de Kazan. Ses travaux sont rejetés par Ostrogradski quand ils sont soumis à l'Académie des sciences de Saint-Pétersbourg[19].
- Siméon Denis Poisson : Mémoire sur l'Attraction des sphéroides, Connaissance des temps, 1829.

- Début de la publication en France des Annales d'hygiène publique et de médecine légale (1829-1922).

## Prix
- Médailles de la Royal Society
  - Médaille royale : Eilert Mitscherlich et Charles Bell

## Naissances

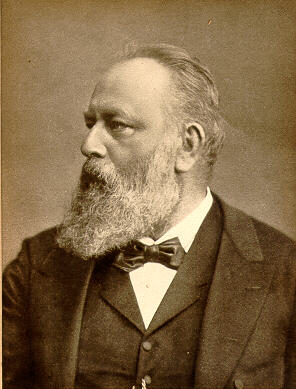
Theodor Billroth

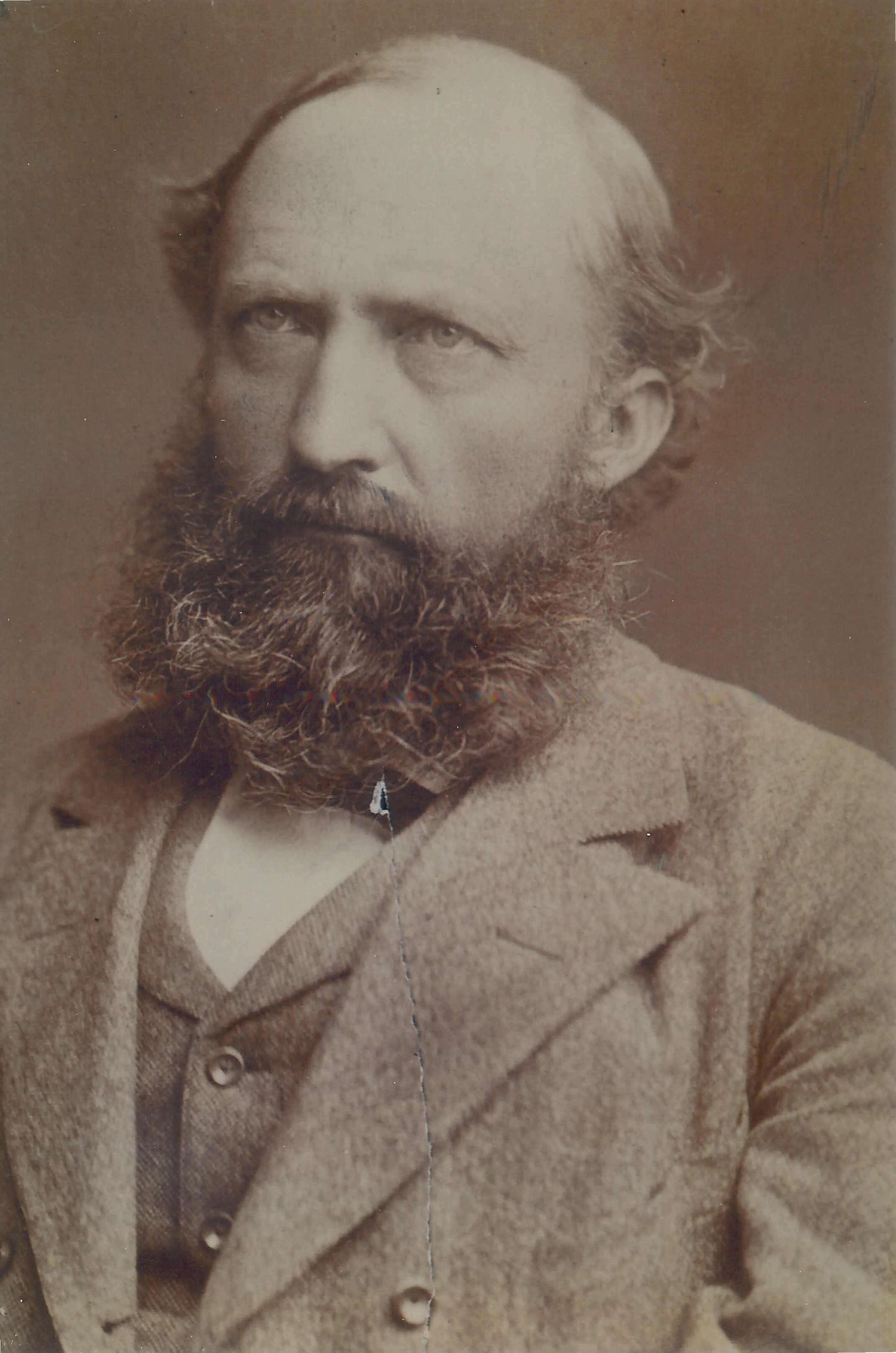
Heinrich Ludwig Hermann Müller

- 18 janvier : Ludvig Lorenz (mort en 1891), physicien et mathématicien danois.
- 27 janvier : Isaac Roberts (mort en 1904), ingénieur et astronome britannique.
- 2 février : Alfred Edmund Brehm (mort en 1884), zoologue et écrivain allemand.

- 3 mars : Auguste Houzeau (mort en 1911), chimiste et agronome français.
- 23 mars : Norman Robert Pogson (mort en 1891), astronome britannique.

- 26 avril : Theodor Billroth (mort en 1894), chirurgien autrichien d'origine allemande, fondateur de la chirurgie abdominale.

- 5 mai : J. L. C. Pompe van Meerdervoort (mort en 1908), physicien, chimiste et médecin néerlandais.

- 6 juin : Allan Octavian Hume (mort en 1912), ornithologue britannique.
- 11 juin : Alfred Newton (mort en 1907), zoologiste britannique.

- 16 juillet : Frédéric Alphonse Musculus (mort en 1888), chimiste français.

- 3 août : Henry Benedict Medlicott (mort en 1905), géologue britannique.

- 7 septembre :
  - Ferdinand Vandeveer Hayden (mort en 1887), géologue américain.
  - Friedrich Kekulé von Stradonitz (mort en 1896), chimiste organicien allemand.
- 23 septembre : Heinrich Ludwig Hermann Müller (mort en 1883), botaniste et zoologiste allemand.

- 15 octobre : Asaph Hall (mort en 1907), astronome américain.

- 4 novembre : Philip Lutley Sclater (mort en 1913), zoologiste britannique.
- 10 novembre : Elwin Bruno Christoffel (mort en 1900), mathématicien et physicien allemand.
- 18 novembre : Frederick Bates (mort en 1903), brasseur et naturaliste britannique.
- 27 novembre : Henri de Saussure (mort en 1905), entomologiste et minéralogiste suisse.

- 23 décembre : Paul Schützenberger (mort en 1897), chimiste français.

## Décès

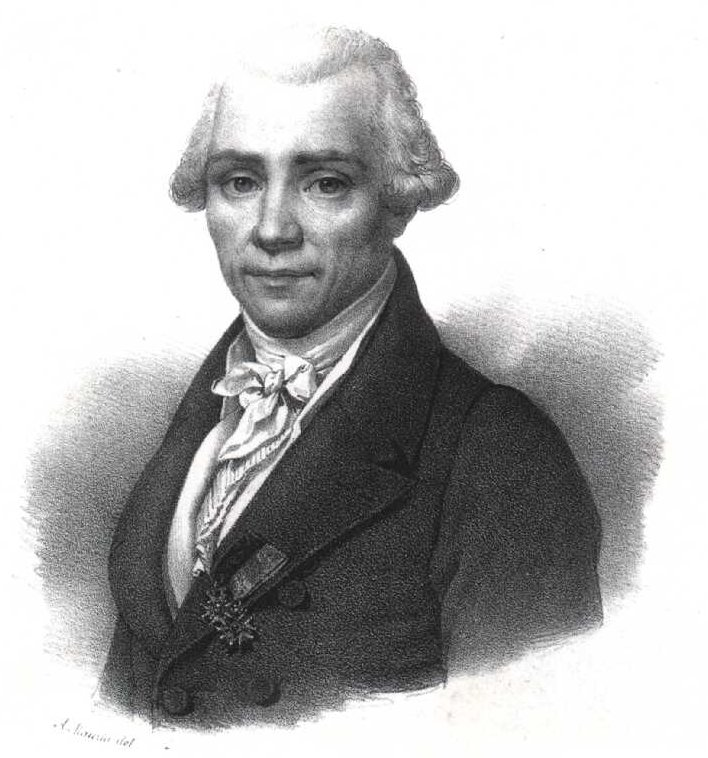
Louis-Nicolas Vauquelin

- 3 février : Louis Lefèvre-Gineau (né en 1751), chimiste et scientifique français.

- 10 mai : Thomas Young (né en 1773), physicien, médecin et égyptologue britannique.
- 29 mai : Humphry Davy (né en 1778), physicien et chimiste britannique.
- 19 octobre : Karl Borromäus von Harrach (mort en 1761), médecin autrichien.

- 14 novembre : Louis-Nicolas Vauquelin (né en 1763), chimiste français.
- 20 novembre : Élisabeth Rossel (né en 1765), astronome et contre-amiral français.

- 18 décembre : Jean-Baptiste de Lamarck (né en 1744), naturaliste français.

- Humphrey Edwards, ingénieur anglais, spécialiste de la machine à vapeur.
- Henry Atkinson (né en 1781), mathématicien et astronome britannique.